# Puzer-Mama
Puzer-Mama fue un gobernante de Lagaš, anterior a Gudea. A pesar de que adoptó el título de lugal, Puzer-Mama muestra su parentesco con los futuros reyes de Lagash en la religiosidad de sus inscripciones.
Tomó el control de Lagash durante el reinado de Šar-kali-šarri, cuando los problemas con los Guti dejaron al rey acadio con sólo «un pequeño estado, con centro en la confluencia de los ríos Diyala y Tigris».
La inscripción real de Puzer-Mama dice:

En donde recibe los dones de los dioses, apropiados para la gobernación: el poder de Ningirsu, la inteligencia de Enki, y la posición de Inana
Douglas Frayne, Sargonic and Gutian Periods, p.272

Puede compararse esta inscripción con los elementos religiosos contemporáneos en las inscripciones de Šar-kali-šarri: una llamada a los dioses para castigar a quien altere sus inscripciones, y específicamente, «arrancar sus fundamentos y destruir su progenie».